# ريبابوتوني
ريبابوتوني (بالإيطالية: Ripabottoni)‏ هي كومونا في مقاطعة كمبباسة في منطقة مليزة الإيطالية، وتقع على بعد 20 كيلومترًا (12 ميل) شمال شرق كمبباسة.